# (275) Sapientia
(275) Sapientia ist ein Asteroid des mittleren Hauptgürtels, der am 15. April 1888 vom österreichischen Astronomen Johann Palisa an der Universitätssternwarte Wien entdeckt wurde.
Der Asteroid wurde nach dem lateinischen Begriff für Weisheit benannt.

## Wissenschaftliche Auswertung
Eine Auswertung von Beobachtungen durch das Projekt NEOWISE im nahen Infrarot führte 2011 zu vorläufigen Werten für den Durchmesser und die Albedo im sichtbaren Bereich von 102,9 km bzw. 0,05. Nachdem die Werte nach neuen Messungen mit NEOWISE 2012 auf 102,4 km bzw. 0,05 geändert worden waren, wurden sie 2014 auf 95,5 km bzw. 0,06 korrigiert. Nach der Reaktivierung von NEOWISE im Jahr 2013 und Registrierung neuer Daten wurden die Werte 2015 zunächst mit 89,4 km bzw. 0,06 angegeben und dann 2016 korrigiert zu 93,2 km bzw. 0,06, diese Angaben beinhalten aber alle hohe Unsicherheiten.
Photometrische Messungen des Asteroiden fanden erstmals statt am 2. und 4. Januar 1998 am Nationalen Astronomischen Observatorium Roschen in Bulgarien. Aus der aufgezeichneten Lichtkurve konnte für die Rotationsperiode nur ein unsicherer Wert von >20 h abgeschätzt werden. Weitere Beobachtungen erfolgten vom 1. bis 10. Januar 2007 am Palmer Divide Observatory in Colorado. Nun wurde eine Rotationsperiode von 14,766 h abgeleitet, eine doppelt so lange Periode konnte aber nicht ausgeschlossen werden. Eine Messung am 26. April 2008 am Kitt-Peak-Nationalobservatorium in Arizona ergab nur lückenhafte Lichtkurven, aufgrund deren aber auf eine Periode von 9 bis 10 Stunden geschlossen wurde. Es wurden weitere Beobachtungen als notwendig erachtet, um die Unsicherheit bezüglich der Rotation von (275) Sapientia zu klären.
Neue photometrische Messungen während acht Nächten vom 25. Juli bis 10. September 2014 am Organ Mesa Observatory in New Mexico führten zur Bestimmung einer Rotationsperiode von 14,931 h, ein ähnlicher Wert wie bei der Messung von 2007. Die doppelte Periode konnte dagegen nahezu sicher ausgeschlossen werden. Zur Absicherung wurde dennoch vom 28. September bis 20. November 2015 während fünf Nächten am gleichen Ort eine weitere Beobachtung von (275) Sapientia durchgeführt. Es ergab sich wieder eine Rotationsperiode von 14,932 h.
Im Jahr 2022 fanden noch einmal drei unabhängige photometrische Beobachtungen des Asteroiden statt, die alle die nun bekannte Rotationsperiode bestätigten: Vom 2. bis 9. April 2022 am Deep Sky West Observatory und am New Mexico Skies Observatory, beide in New Mexico (abgeleitete Periode 14,935 h), vom 8. April bis 18. Mai 2022 am Organ Mesa Observatory (abgeleitete Periode 14,933 h) sowie vom 5. bis 7. Mai 2022 am Command Module Observatory in Arizona (abgeleitete Periode 14,89 h).
Aus archivierten Daten des Asteroid Terrestrial-impact Last Alert System (ATLAS) aus dem Zeitraum 2015 bis 2018 konnte in einer Untersuchung von 2022 mit der Methode der konvexen Inversion eine Rotationsperiode von 14,934 h bestimmt werden.
Um die Kenntnis über Rotation, Form und Größe der unter den Asteroiden vorkommenden langsamen Rotatoren zu verbessern, wurden in einem Projekt photometrische Daten gesammelt und die Lichtkurven zur Erstellung von 3D-Modellen für eine Anzahl Asteroiden benutzt. Eventuell auftretende Mehrdeutigkeiten wurden durch die Einbeziehung von Daten aus Sternbedeckungen eliminiert. Für (275) Sapientia konnten in einer Untersuchung von 2023 aus photometrischen Beobachtungsdaten der Jahre 1998 bis 2018 dreidimensionale Gestaltmodelle für zwei alternative Positionen der Rotationsachse mit retrograder Rotation berechnet werden. Eines der Modelle passte hervorragend zu den Daten aus Sternbedeckungen aus den Jahren 1985 bis 2021, für dieses wurde eine Rotationsperiode von 19,93045 h und ein Durchmesser von etwa 103 ± 7 km bestimmt. Eine zum Vergleich durchgeführte Anwendung der Methode All-Data Asteroid Modelling (ADAM) führte zu nahezu identischen Ergebnissen mit einer Periode von 19,93044 h und einem Durchmesser von 100 ± 1 km.